# 达纳·巴罗斯
达纳·布鲁斯·巴罗斯（英語：Dana Bruce Barros，1967年4月13日—），美国NBA联盟前职业篮球运动员。他在1989年的NBA选秀中第1轮第16顺位被西雅图超音速选中。